# 124. вечити дерби у фудбалу
124. вечити дерби у фудбалу је фудбалска утакмица одиграна у Београду 23. априла 2005. године, између Црвене звезде и Партизана. Утакмица се завршила резултатом 1 : 1 (1 : 1).